# Луций Клавдий Прокул Корнелиан
Луций Клавдий Прокул Корнелиан (на латински: Lucius Claudius Proculus Cornelianus) е политик и сенатор на Римската империя през 2 век.
През 139 г. той е суфектконсул заедно с Луций Миниций Наталис Квадроний Вер.